# Bumpy Ride
Bumpy Ride je píseň švédského popového zpěváka Mohombiho. Píseň pochází z jeho debutového studiového alba Movemeant. Produkce se ujal producent RedOne.

## Hitparáda
| Žebříček   | Příčka |
| ---------- | ------ |
| Belgie     | 20     |
| Česko      | 32     |
| Dánsko     | 24     |
| Francie    | 8      |
| Slovensko  | 3      |
| Nizozemsko | 2      |
| Polsko     | 4      |